# Phyllanthus jablonskianus
Phyllanthus jablonskianus är en emblikaväxtart som beskrevs av Julian Alfred Steyermark och Luteyn. Phyllanthus jablonskianus ingår i släktet Phyllanthus och familjen emblikaväxter. Inga underarter finns listade i Catalogue of Life.